# Freesmachine

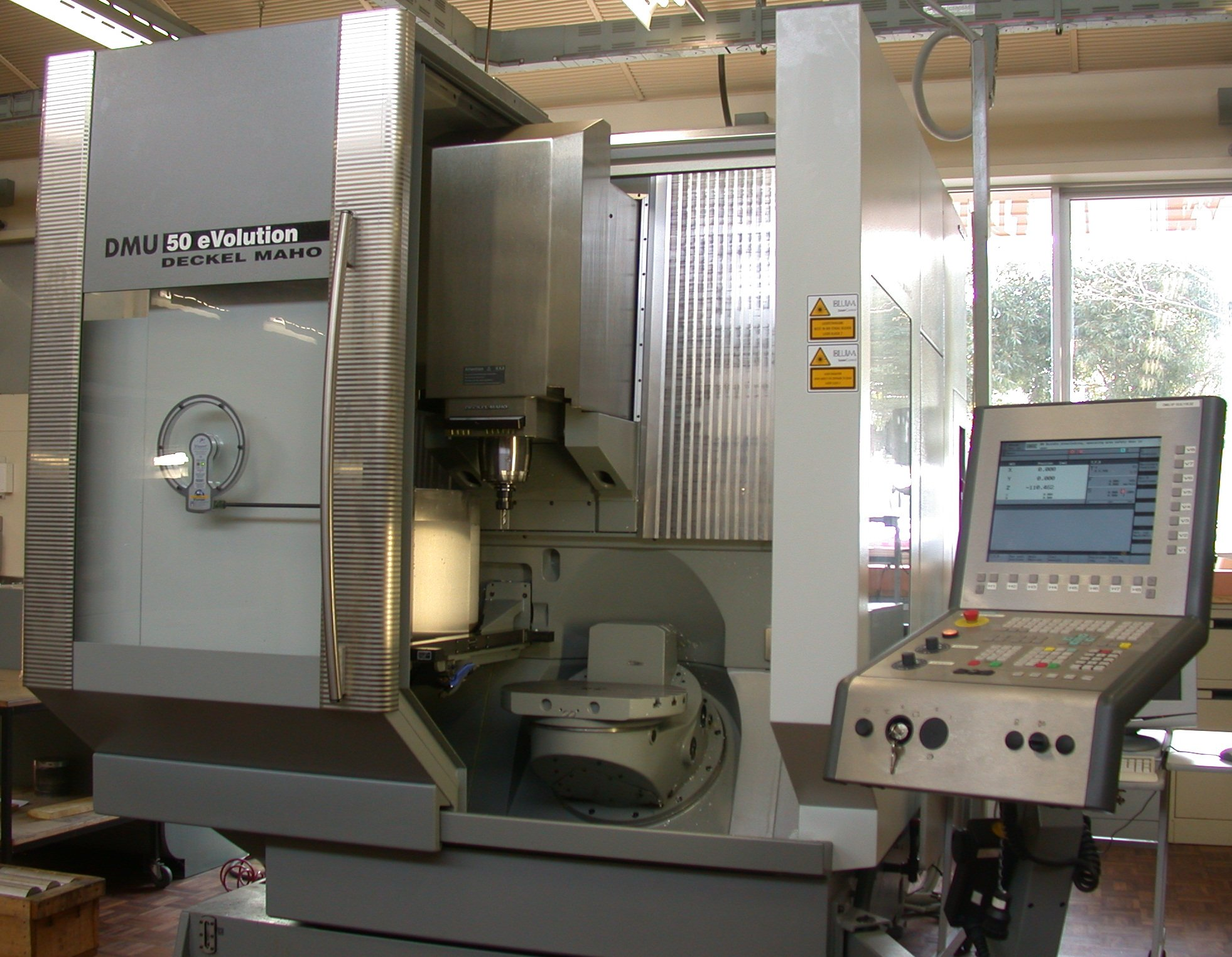
CNC-gestuurde freesmachine.

Een freesmachine of freesbank is een machine die met een snel ronddraaiend stuk gereedschap, de frees, een vorm of profiel kan frezen uit een stuk materiaal.

## Algemeen
Een freesmachine is een machine voorzien van een frees waarmee verschillende materialen zoals staal, aluminium, kunststof, hout en andere materialen verspaand kunnen worden. Het is mogelijk om met een freesbank ingewikkelde vormen in materialen te maken zoals, sleuven, gaten, kottergaten, eilanden, kamers, enz.. Bij een freesbank, in tegenstelling tot bijvoorbeeld een draaibank, draait het gereedschap in plaats van het werkstuk. Bij het frezen moet worden gekoeld met de gepaste snijolie.
De machines zijn in 3 groepen te verdelen, horizontale, verticale en universele freesbanken.  Het verschil tussen horizontaal en verticaal is de richting van de spil-as waarin het gereedschap wordt gespannen. 
De universele freesbank bevat een verdraaibare kop van de spil-as waarmee de spil-as in zowel horizontale als verticale richting kan worden geplaatst. Ook is het mogelijk om onder verschillende hoeken te werken. Ook zijn er freesbanken waarbij de opspantafel de mogelijkheid van draaien heeft. Als dit gebeurt in stappen van een aantal graden praten we over indextafels (indexeren); is er echter een verdraaiing van 0,001 graad mogelijk dan heten ze NC-gestuurde tafels. Speciale universele freesbanken zijn de vijfassige waarbij zowel de spil als de tafel kunnen draaien. Als dit gelijktijdig NC-gestuurd gebeurt dan praten we over vijfassigsimultaanfrezen (toegepast op vlakken met bijvoorbeeld dubbele krommingen).

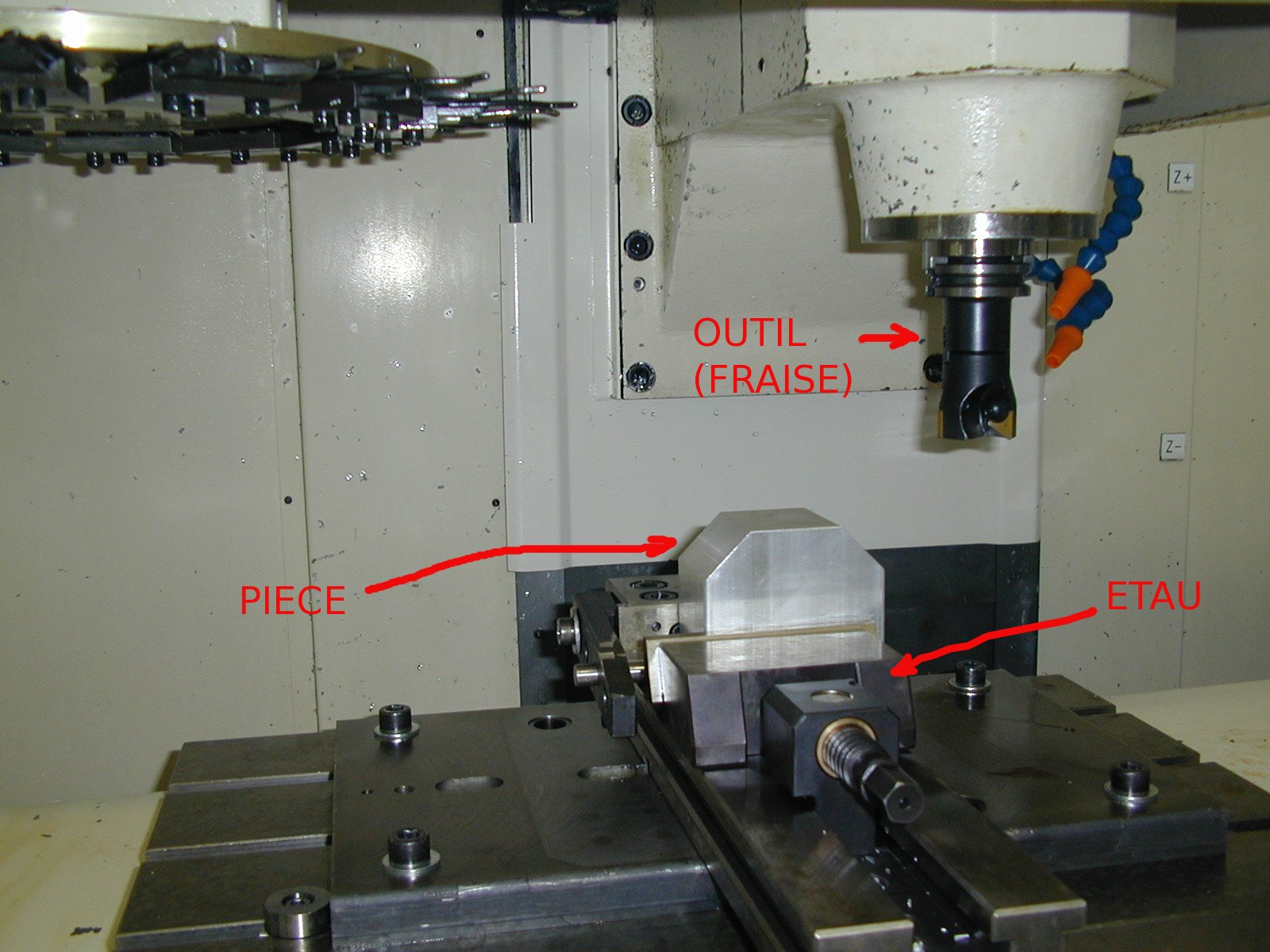
Een frees (pièce = werkstuk, outil = werktuig)

Een freesbank bestaat uit een spil-as waarmee het gereedschap aangedreven wordt en een opspangedeelte voor het werkstuk dat een bed heet. Op dit bed is met behulp van T-sleuven het werkstuk rechtstreeks of met een machineklem op te spannen.
Het bed kan verplaatst worden met spindels waarop een nonius is gemonteerd. Een nonius is een ronde schijf waarop een schaalverdeling is gegraveerd. Door tijdens het draaien van de spindel het aantal omwentelingen met de schaalverdeling te vermenigvuldigen wordt de afstand die verplaatst wordt uitgerekend. Tegenwoordig vindt meestal digitale uitlezing plaats waarmee de directe absolute maten kunnen worden afgelezen.
Er zijn 3 richtingen (assen) die belangrijk zijn voor de verplaatsing van het bed, namelijk de X-as, Y-as en de Z-as. 
Voor de freesbank staand is de;
- X-as, de beweging van links naar rechts en terug.
- Y-as, de beweging van voor naar achteren en terug.
- Z-as, de beweging op en neer.

Een freesbank kan "conventioneel" (met handbediening) zijn, of computergestuurd (CNC: Computer Numerical Control).
Moderne freesmachines zijn vaak CNC-gestuurd en uitgerust met automatische gereedschapswisselaars.

## Soorten freesmachines

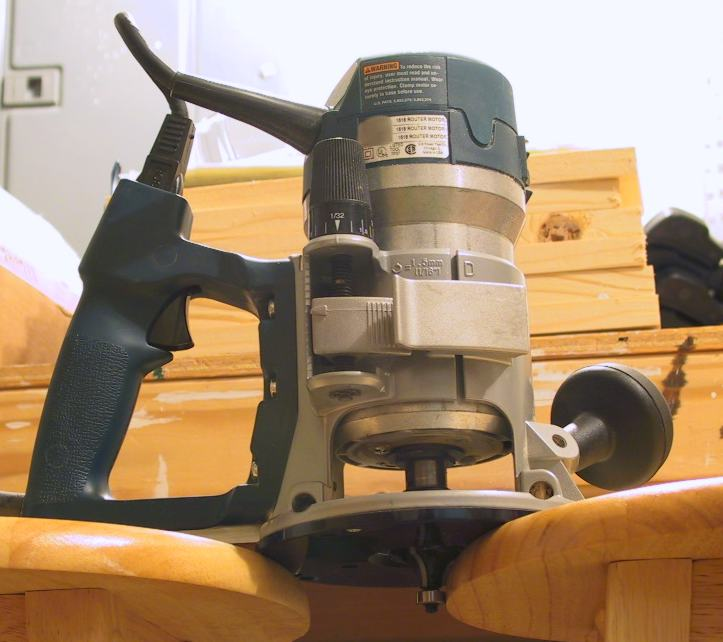
Een "D-handle" fixed-base freesmachine

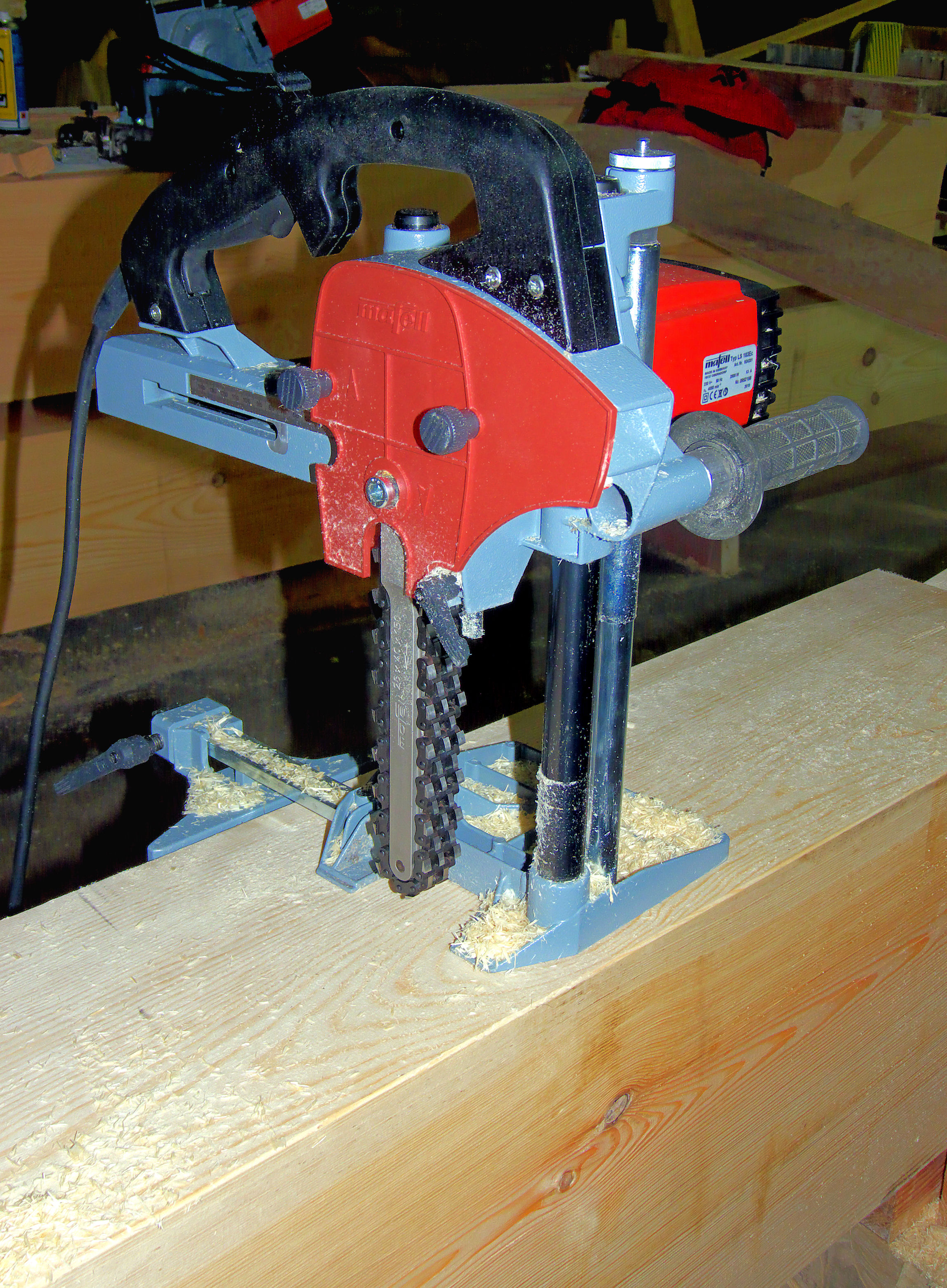
Kettingfreesmachine

### Conventionele freesbank
Conventionele freesbanken zijn banken die geheel met de hand bediend moeten worden. Er is weliswaar wel een voeding aanwezig waarmee de assen automatisch aan of uitgezet kunnen worden, maar de afstand die afgelegd moet worden, wordt door de bewerker gedaan met behulp van het aan of uitzetten van de voedingsknop. De conventionele banken worden wat minder gebruikt omdat er daar voor in de plaats veel CNC-freesmachines zijn gekomen. Deze CNC-freesmachines worden vaak genoemd onder de vakterm 'bewerkingscentrum'. Hiermee zijn zeer complexe werkstukken te realiseren.

### Andere soorten freesmachines
- kolomfreesmachine
- 5-assige freesmachine
- kettingfreesmachine
- handbovenfreesmachine
- bokfreesmachine
- bovenfreesmachine
- trappenfrees
- inkroosmachine

de freeshoek special front freesmachine
Bijzondere freesmachines:
- freesmachine met verstelbare tafel
- freesmachine met schuin stelbare freesas
- freesmachines met speciale uitrusting voor het maken van pennen (aangebouwde rollentafel)
- lamellenfrees (voor het frezen van de specifieke 'lamello'-verbinding)
- stobbenfrees (voor het frezen van een boomstomp en wortels)

## Gebruik van mallen voor gebogen werk
Het op maat frezen van gebogen vormen gebeurt met een mal, meestal vervaardigd uit multiplex. De mallen worden langer gemaakt om de werkstukken juist te kunnen positioneren door aanslagblokjes op de mal aan te brengen. Om de mal met het werkstuk volgens een gebogen vorm langs de snijcirkel te voeren, moet de mal smaller, breder of gelijk zijn aan de benodigde vorm:
- de mal is smaller dan het werkstuk als de tafelring groter is dan de snijcirkel;
- de mal wordt breder dan het werkstuk gemaakt als de tafelring kleiner is dan de snijcirkel.

Het frezen van gebogen vormen, met aanvoer via een regelbare excentrische ringgeleider heeft als voordeel dat door het excentrische verloop een veilige aanloopzone ontstaat, waardoor gemakkelijker onder de gebogen verticale drukker te komen is. Bovendien is het inzetten bij invalwerk gemakkelijker uit te voeren.
Voor het frezen van buitenbogen, kunnen de rechte tafelschoenen behouden blijven als een doorlopende geleider (liniaal, sluitstuk) in de geleideropening voorzien wordt. Bij het frezen van dubbelgebogen werkstukken op een bokfreesmachine moet het werkstuk tijdens het frezen aan twee zijden gesteund worden:
- aan de achterzijde door een verticaal opgestelde aanlooprol;
- aan de onderzijde door een bok (vinger of zadel) waarop willekeurig manoeuvreren van het werkstuk mogelijk is.

Een handbovenfreesmachine van behoorlijke capaciteit kan omgebouwd worden tot een kleine bokfreesmachine.

## Diversen
- De opening in de freestafel moet zo klein mogelijk gehouden worden bij het bovenaan frezen om maximaal steun te geven aan het werkstuk. Dit is vooral belangrijk bij werkstukken met een kleine houtsectie.
- De geleiderschoenen moeten zo dicht mogelijk bij het snijgereedschap aansluiten; dit geeft grotere veiligheid wegens maximale steun aan het werkstuk (vooral belangrijk bij kleinere houtsecties) en de aanvoergeleiderschoen werkt eveneens als spaanbreker zodat afsplintering voorkomen wordt.
- Bij het frezen van grote profielen wordt een dichte aansluiting van de geleiderschoenen verkregen door een houten (multiplex) schoen opgelegd, zodat de gehele profieldiepte in de opgelegde schoen kan opgenomen worden.
- Kleine stukken kunnen veilig geprofileerd worden:
  - een liniaal als geleider in de geleideropening
  - een aangepast duwhout
  - een verticale drukker
  - een handgreep te plaatsen op het duwhout
  - een klemtoestel, met klemming door een excentrische schijf: hoe harder het toestel op de tafel gedrukt wordt, hoe groter de klemming op het werkstuk wordt.
- Bij handdoorvoer van kleine stukken gebruikt men steeds: duwhout, handgreep, verticale drukker, liniaal als geleider in de geleideropening, klemtoestel.
- Bij het uitvoeren van invalwerk moet men rekening houden met voor lijsten en sponningen steeds zo veel mogelijk onderaan werken en steeds zorgen voor een goede aanslag. Bij groefprofielen steeds sterke aandacht voor goede aanslag op tafel om terugslag te vermijden